# 삼각 부등식

세 변의 길이를 로 하는 삼각형의 3가지 예시

삼각 부등식(三角 不等式, Triangle inequality)은 수학에서 삼각형의 세 변에 대한 부등식이다. 이 부등식은 임의의 삼각형에 대하여 그 임의의 두 변의 합이 나머지 한 변보다 커야 함을 말하는 것으로서 기하학의 여러 공간에 적용된다.
삼각형의 세 변이 x, y, z에서 최대 변이 z라고 하면 삼각 부등식은 {\displaystyle z\leq x+y}이 성립됨을 주장하고 있다. 등호가 성립하는 것은 삼각형이 면적 0으로 퇴화한 때에 한한다. 유클리드 기하학 이외의 몇 개의 기하학에서 삼각 부등식은 거리에 관한 정리로서 벡터나 벡터의 길이(노름)를 이용하여 {\displaystyle \|\mathbf {x} +\mathbf {y} \|\leq \|\mathbf {x} \|+\|\mathbf {y} \|}라고 표현할 수 있다. 여기서 3번째 변 z의 길이가 벡터의 합 x + y로 치환되고 있는 것에 주의해야 한다. x, y가 실수일 때에 그것을 ℝ1의 벡터로 본다면 삼각 부등식은 절댓값 사이의 관계를 서술하는 것이 된다.
유클리드 기하학에서 직각삼각형에 대한 삼각 부등식은 피타고라스의 정리의 귀결이며 일반 삼각형의 경우에는 코사인 법칙의 귀결인데 그러한 정리에 의하지 않는 증명은 가능하다. 삼각 부등식은 ℝ2이나 ℝ3 가운데 어느 곳에서 직관적으로 볼 수 있다. 그림은 분명히 부등호가 성립되는 것(위쪽)부터 등호에 가까운 것(아래쪽)까지의 3가지 예시이다. 유클리드 기하학의 경우 등호가 성립하려면 하나의 각이 180°이고 2개의 각이 0°인 경우, 따라서 3개의 꼭짓점이 동일 직선상에 있는 경우(공선점)에 한정된다. 따라서 유클리드 기하학에서 2개의 점 사이의 최단 거리는 직선이다.
구면기하학에서 2개의 점 사이의 최단 거리는 대원의 호이지만 구면상의 2개의 점 사이의 거리가 그 2개의 점을 연결하는 열호선분(대원 안에서 그 2개의 점을 끝점으로 하는 2개의 호 가운데 중심각이 [0, π)인 것)으로 주어지는 것이라고 한다면 삼각 부등식이 성립된다.
삼각 부등식은 노름이나 거리 함수의 '정의 성질' 가운데 하나이다. 그러한 성질은 각각 특정 공간(실직선이나 유클리드 공간이나 (p ≥ 1에 대한) 르베그 공간(Lp-공간)이나 내적 공간)에 대해 그러한 노름이나 거리 함수가 되어야 하는 임의의 함수에 대한 정리로서 제대로 서술하지 않으면 안 된다.

## 유클리드 기하학

유클리드 평면 기하의 삼각 부등식 증명의 구성

에우클레이데스는 평면 기하에서의 삼각 부등식을 그림과 같은 구성을 사용하여 증명하였다. 삼각형 ABC에 대하여 일변 BC를 공유하는 이등변 삼각형을 또 하나의 등변 BD의 아래쪽 변 AB의 연장 위에 있도록 만든다. 그러면 모서리에 붙어서 β > α를 말할 수 있기 때문에 변에 대해 AD > AC도 (부등식을 사인 법칙에 근거해서 생각해보는 것도 가능)말할 수 있다. 그러나 AD = AB + BD = AB + BC이므로 변의 합에 대해 AB + BC > AC가 된다는 것이 《에우클레이데스의 원론》 제1권의 20번째 명제에 적혀 있다.

### 절선 부등식
삼각 부등식은 수학적 귀납법을 통해 임의의 절선에 관한 명제로 확장할 수 있다. 즉 그러한 절선의 모든 변 길이의 합은 그 절선의 두 끝점을 직선으로 묶은 길이보다 작아지는 것은 아니다. 특히 그 귀결은 다각형의 어떤 길이의 변도 나머지 모든 변의 길이의 합보다 반드시 작다는 것을 말할 수 있다.

곡선의 호 길이는 절선 근사 길이의 상한으로 정의된다.

이와 같이 절선에 대해 일반화하면 유클리드 기하학에서 두 점 사이를 연결하는 최단 곡선이 직선임을 나타낼 수 있다.
두 점 사이를 연결하는 절선이 그 두 점 사이를 연결하는 선분보다 짧아지지 않는다는 점에서 곡선의 호 길이가 그 곡선의 양 끝점 사이의 거리보다 짧아지지 않는다는 것을 따른다. 실제로 정의에 의해 곡선의 호 길이는 그것을 근사하는 절선의 길이 상한으로, 절선에 대한 결과는 끝점 간을 연결하는 선분이 모든 절선 근사 중에서 가장 짧다는 것이었다. 곡선의 호 길이는 임의의 절선 근사 길이 이상이기 때문에 곡선 그 자체가 직선경로보다 짧아질 수는 없다.

### 고차원 단체 부등식
삼각 부등식을 보다 고차원으로 일반화한 것으로서 유클리드 공간 내의 n-차원 단체의 n − 1차원 면의 초부피는 그 이외의 n개의 면 초부피의 합 이하이다. 특히 사면체의 한 삼각형 면의 면적은 다른 3개의 면의 전체 면적의 합 이하가 된다.

## 노름 벡터 공간

벡터의 노름에 대한 삼각 부등식

노름 공간 V에 대해 노름을 정의하는 성질 가운데 하나가 삼각 부등식 {\displaystyle \|x+y\|\leq \|x\|+\|y\|\quad (\forall \,x,y\in V)}이다. 즉 2개의 벡터의 합의 노름은 그 2개의 벡터 각각의 길이의 합으로 억제된다. 이를 준가법성이라고 부르기도 한다. 노름으로 사용할 것으로 기대되는 임의의 함수는 이 요건을 만족해야 한다.
노름 공간이 유클리드 공간 또는 보다 일반적인 엄격한 볼록 공간이라면 {\displaystyle \|x+y\|=\|x\|+\|y\|}가 되기 위한 필요 충분 조건은 3개의 점 x, y, x + y가 형성하는 삼각형이 퇴화되어 있는 것, 즉 x, y가 동일한 반직선 상에 있는 것이다. 등식으로 표기하면 x = 0 또는 y = 0 또는 x = αy (∃α > 0이 된다. 이러한 성질은 엄격한 볼록 노름 공간(예를 들어 Lp-공간 (1 < p < ∞ 등)을 특정짓는다. 그러나 이것이 성립되지 않는 노름 공간도 존재한다.

## 거리 공간
거리 공간 M의 거리 함수를 d라고 하면 삼각 부등식 {\displaystyle d(x,z)\leq d(x,y)+d(y,z)\quad (\forall x,y,z\in M)}는 거리 함수의 정의 요건 가운데 하나가 된다. 즉 x에서 z까지의 거리는 x에서 y까지의 거리와 y에서 z까지의 거리의 합으로서 위쪽에서부터 억제된다. 
삼각 부등식은 거리 공간상의 흥미의 대부분을 차지하는 수렴과 관련되어 있다. 이는 거리 함수의 나머지 요건이 비교적 단순한 것에 기인한다. 예를 들어 거리 공간에서의 임의의 수렴 열이 코시 열이라는 사실은 삼각 부등식으로부터의 직접적인 귀결이다. 무엇이면 xn 및 xm을 (거리 공간에서의 수렴의 정의에 있는 경로에서의) 임의의 ε > 0에 대해 d(xn, x) < ε/2 및 d(xm, x) < ε/2가 되도록 취하면 삼각 부등식에 의해 d(xn, xm) ≤ d(xn, x) + d(xm, x) < ε/2 + ε/2 = ε이 되고 점렬 xn}은 정의에 따라 코시 열이 된다.
노름 공간을 노름이 유도하는 거리 함수 d(x, y) ≔ ‖x − y‖에서 거리 공간으로 보고 x − y는 시작점 y로부터 종점 x로 묶은 벡터로 해석할 때 이 공간의 거리 공간으로서의 삼각 부등식은 앞에서 언급한 노름 공간의 경우의 삼각 부등식으로 귀착된다.

## 역삼각 부등식
삼각 부등식이 위로부터의 평가인데 반해 아래로부터의 평가를 주는 "역방향 삼각 부등식"(reverse triangle inequality)은 삼각 부등식으로부터의 초등적인 귀결로서 얻는다. 그것은 평면 기하의 말로 말하면 "삼각형의 임의의 변은 그 외의 두 변의 차이보다 크다."라고 할 수 있다.
노름 공간인 경우에는 {\displaystyle {\bigg |}\|x\|-\|y\|{\bigg |}\leq \|x-y\|}, 또는 거리 공간인 경우에는 |d(y, x) − d(x, z)| ≤ d(y, z)이 된다. 이는 ‖ • ‖이나 거리 함수 d(x, •)가 립시츠 정수 1의 립시츠 연속 함수가 됨을 나타낸다. 따라서 특정한 균등 연속 함수이다.
역삼각 부등식은 일반적인 삼각 부등식을 사용하여 증명할 수 있다.
{\displaystyle \|x\|=\|(x-y)+y\|\leq \|x-y\|+\|y\|\implies \|x\|-\|y\|\leq \|x-y\|},
{\displaystyle \|y\|=\|(y-x)+x\|\leq \|y-x\|+\|x\|\implies \|x\|-\|y\|\geq -\|x-y\|}
이 점에 주의하면 {\displaystyle -\|x-y\|\leq \|x\|-\|y\|\leq \|x-y\|\implies {\bigl |}\,\|x\|-\|y\|\,{\bigr |}\leq \|x-y\|}이 된다.

## 민코프스키 공간에서의 부등호 반전
민코프스키 공간에서 x, y가 함께 미래의 광원 뿔 안에 있는 시간적 벡터라면 삼각 부등식은 역방향의 평가 {\displaystyle \|x+y\|\geq \|x\|+\|y\|}를 받게 된다. 이러한 부등식의 물리학적 예가 특수 상대론이론에서의 쌍둥이 역설이다. 2개의 벡터가 모두 과거의 광원 뿔 안에 있는 경우나 적어도 한 쪽이 눌 벡터인 경우에도 마찬가지로 이러한 역방향의 부등호를 갖는 삼각 부등식이 성립한다. 이 결과는 임의의 자연수 n에 대한 n+1차원에서 성립한다.
x, y가 모두 공간적 벡터의 경우는 일반적인 삼각 부등식이 만족된다.

## 같이 보기
- 준가법성 (準加法性, Subadditivity)
- 민코프스키 부등식

### 내용주
1. ↑  z가 최대 변이 아닐 때는 오히려 분명해진다. (z ≤ max(x, y) < x + y)
2. ↑  예를 들어 평면에 L1-노름(즉 맨해튼 거리)을 넣고 x = (1, 0) 및 y = (0, 1)을 취하면 3개의 점 x, y, x + y를 형성하는 삼각형은 퇴화하지 않고 {\displaystyle \|x+y\|=\|(1,1)\|=|1|+|1|=2=\|x\|+\|y\|}를 만족한다.

### 참고주
1. ↑  Weisstein, Eric Wolfgang. “Triangle Inequality”. 《Wolfram MathWorld》 (영어). Wolfram Research.
2. ↑  Mohamed A. Khamsi; William A. Kirk (2001년). 〈§1.4 The triangle inequality in ℝn〉. 《An introduction to metric spaces and fixed point theory》. Wiley-IEEE. ISBN 0-471-41825-0.
3. ↑  Oliver Brock; Jeff Trinkle; Fabio Ramos (2009년). 《Robotics: Science and Systems IV》. MIT Press. 195쪽. ISBN 978-0-262-51309-8.
4. ↑  Arlan Ramsay; Robert D. Richtmyer (1995년). 《Introduction to hyperbolic geometry》. 17쪽. ISBN 0-387-94339-0.
5. ↑  Harold R. Jacobs (2003년). 《Geometry: seeing, doing, understanding》 3판. Macmillan. 201쪽. ISBN 0-7167-4361-2.
6. ↑  David E. Joyce (1997년). “Euclid's elements, Book 1, Proposition 20”. Dept. Math and Computer Science, Clark University. 2010년 6월 25일에 확인함.
7. ↑  John Stillwell (1997년). 《Numbers and Geometry》. Springer. ISBN 978-0-387-98289-2. p. 95.
8. ↑  Rainer Kress (1988년). 〈§3.1: Normed spaces〉. 《Numerical analysis》. Springer. 26쪽. ISBN 0-387-98408-9.
9. ↑  Anonymous (1854년). 〈Exercise I. to proposition XIX〉. 《The popular educator; fourth volume》. Ludgate Hill, London: John Cassell. 196쪽.